# Tayna Lawrence
Tayna Lawrence, née le 17 septembre 1975 à Spanish Town, est une athlète jamaïquaine, pratiquant le sprint et championne olympique du relais 4 × 100 m.
Tayna Lawrence a pris part aux Jeux olympiques d'été de 2000 et a remporté le bronze sur 100 m derrière Marion Jones et Ekaterini Thanou mais devant sa compatriote Merlene Ottey. Depuis, le CIO, après le déclassement de Marion Jones et le scandale autour de Thanou, lui a accordé la médaille d'argent, ex aequo avec Thanou. Elle a, à ses mêmes jeux, remporté l'argent en relais 4 × 100 m avec Veronica Campbell, Beverly McDonald et Merlene Ottey.
Quatre ans plus tard à Athènes, elle est devenue championne olympique en relais avec Sherone Simpson, Aleen Bailey et Veronica Campbell.

## Palmarès

### Jeux olympiques d'été
- Jeux olympiques d'été de 2000 à Sydney ( Australie)
  -  Médaille d'argent du 100 m
  -  Médaille d'argent du relais 4 × 100 m
- Jeux olympiques d'été de 2004 à Athènes ( Grèce)
  -  Médaille d'or du relais 4 × 100 m

### Championnats du monde d'athlétisme en salle
- Championnats du monde d'athlétisme en salle de 2001 à Lisbonne ( Portugal)
  - éliminée en demi-finale du 60 m

### Jeux d'Amérique centrale et des Caraïbes
- Jeux d'Amérique centrale et des Caraïbes de 1998 à Maracaibo ( Venezuela)
  -  Médaille de bronze du 100 m

### Coupe du monde des nations d'athlétisme
- Coupe du monde des nations d'athlétisme de 2002 à Madrid ( Espagne)
  - 3e au classement général avec les Amériques
  - 2e du 100 m
  - 1re du relais 4 × 100 m

### Records personnels
- 100 m - 10 s 93 le 30 août 2002 à Bruxelles
- 200 m - 22 s 84 le 1er mai 2000 à Pointe-à-Pitre

## Sources
- (de) Cet article est partiellement ou en totalité issu de l’article de Wikipédia en allemand intitulé « Tayna Lawrence » (voir la liste des auteurs).